# Stanisław Piastowicz
Stanisław Piastowicz (ur. 3 marca 1928 w Piekarach Śląskich, zm. 4 stycznia 1980) – śląski poeta.

## Życiorys
Syn górnika. II wojna światowa zastała go w czwartej klasie szkoły powszechnej. Po wojnie ukończył gimnazjum i poszedł do liceum, później studiował polonistykę. Jego wiersze opublikował Dziennik Literacki, a później w listopadzie Klub literacki i Związek Zawodowy Literatów Polskich w Katowicach zorganizował konkurs, w którym Piastowicz zajął 1. miejsce.

## Wiersze
- Przelot nad miastem
- Oczy dziecka
- Powstanie
- Twarz
- Dwudziesta wiosna
- Miłość
- Credo
- Wiersz o człowieku naiwnym
- Z wami
- Dlatego miłość
- Wśród nocy
- Mój Śląsk